# خوزه لوئیز رودریگز
خوزه لوئیس رودریگز گونزالس، با نام مستعار ال پوما (گربه وحشی) یک خواننده و بازیگر ونزوئلایی است که برای ثبت رکوردهای متنوعی در حضورهای بین‌المللی شناخته شده‌است. 
او در تعداد انگشت شماری از سریال‌های تلویزیونی نیز به عنوان بازیگر حضور داشته‌است. همچنین او به عنوان یک مدرس و تربیت کنندهٔ آواز اسپانیایی با لهجه‌های پرویی و آرژانتینی شناخته می‌شود.

## زندگی و کار
خوزه لوئیس رودریگز در کاراکاس  به دنیا آمد. پدر او خوزه آنتونیو رودریگز اهل جزایر قناری، اسپانیا بود و مادرش آنا گونزالس یک زن خانه‌دار ونزوئلایی بود. او پدرش را در شش سالگی از دست داد و با مادرش به همراه ۱۱ برادر و خواهر در شرایطی سخت بزرگ شد. او مجبور به واکس زدن کفش‌ها و بسته‌بندی در سوپرمارکت‌ها برای گذران زندگی بود. او بدون داشتن هیچ تحصیلات آکادمی و از راه تجربی موفق به خوانندگی و بازیگری گردید.